# Chim Toucan
Toucan là thành viên của họ Ramphastidae bao gồm các loài chim gần gũi với sẻ từ Neotropics. Ramphastidae liên quan chặt chẽ nhất với họ Capitonidae. Chúng bao gồm các loài chim có màu sáng, đốm lớn, đầy màu sắc. Họ này bao gồm 5 chi với khoảng 40 loài khác nhau. Tên của nhóm chim này có nguồn gốc từ tiếng Tupi là tukana, thông qua tiếng Bồ Đào Nha . Họ này bao gồm chim Toucan và chim Aracari, họ hàng xa hơn bao gồm các họ khác nhau của chim gõ kiến.

## Hình ảnh

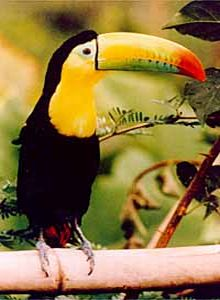
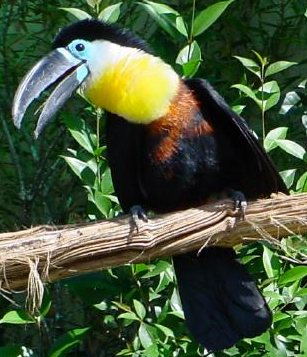
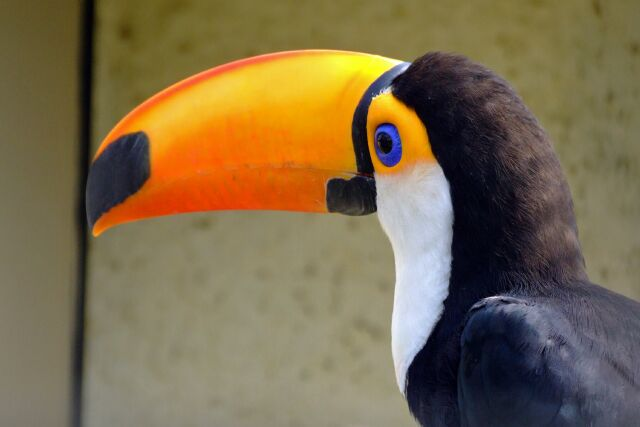
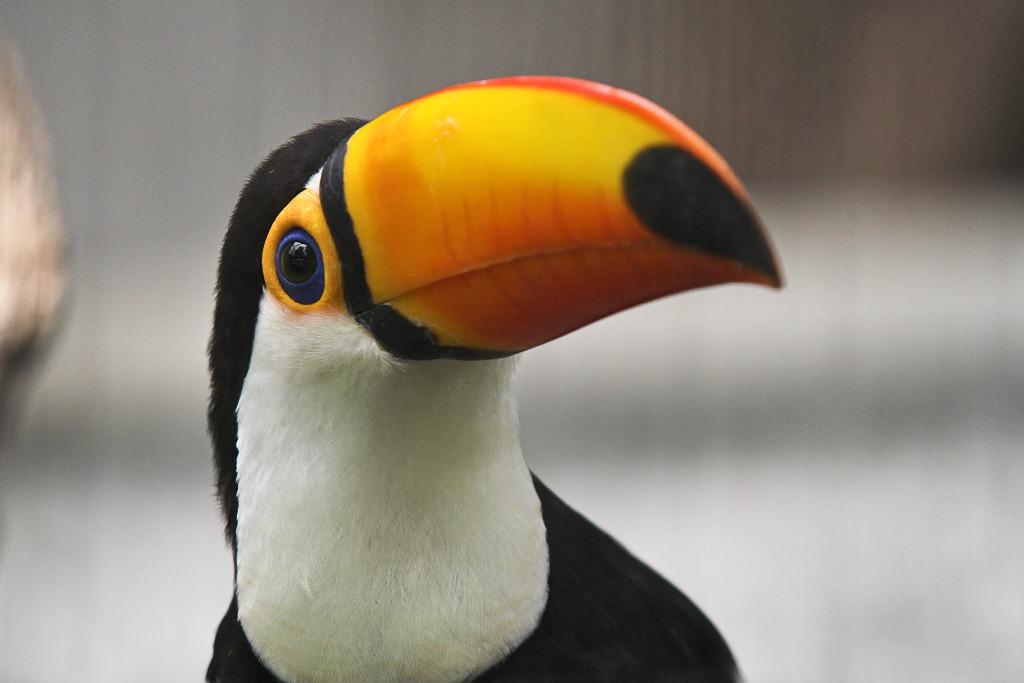
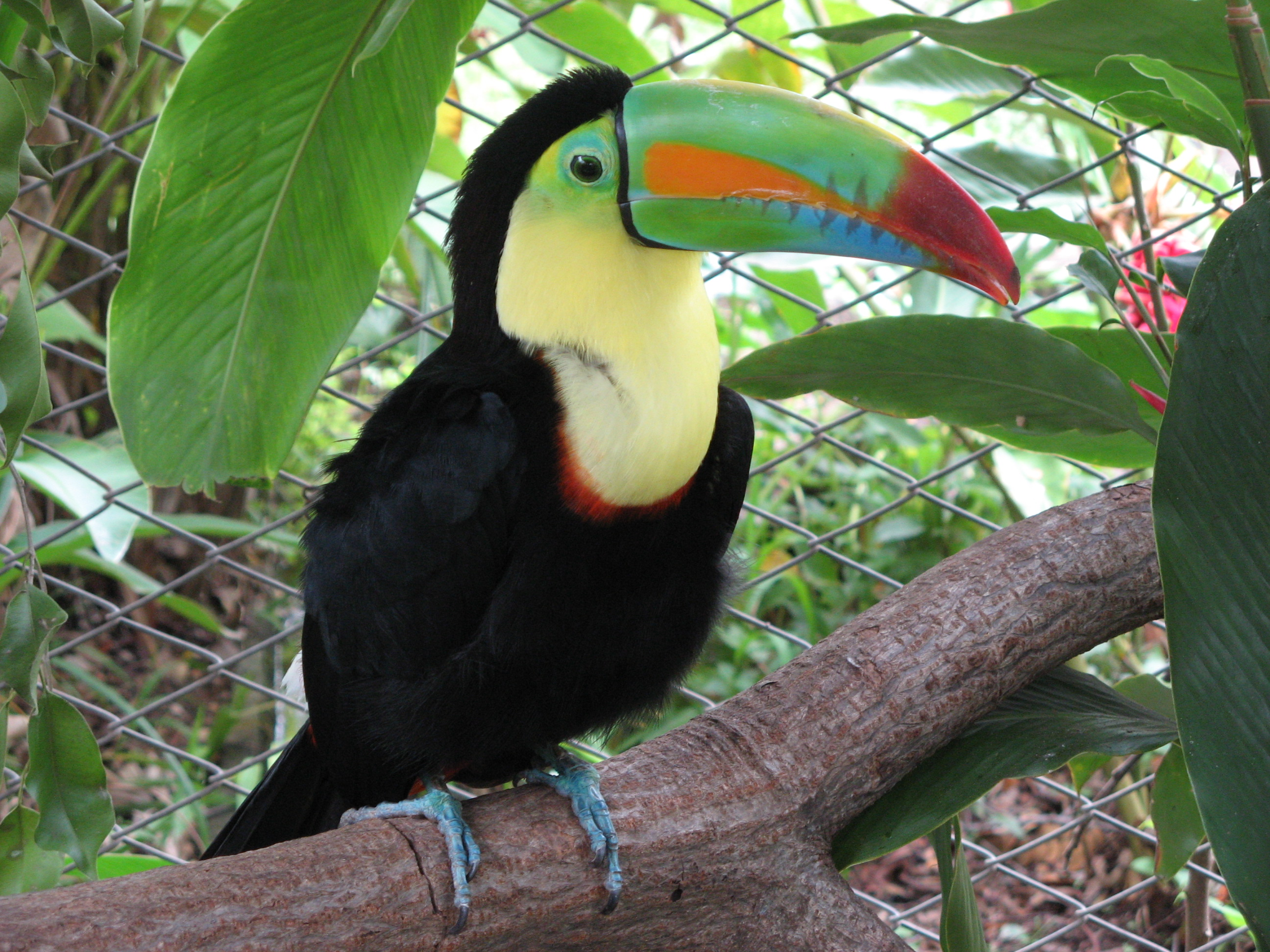
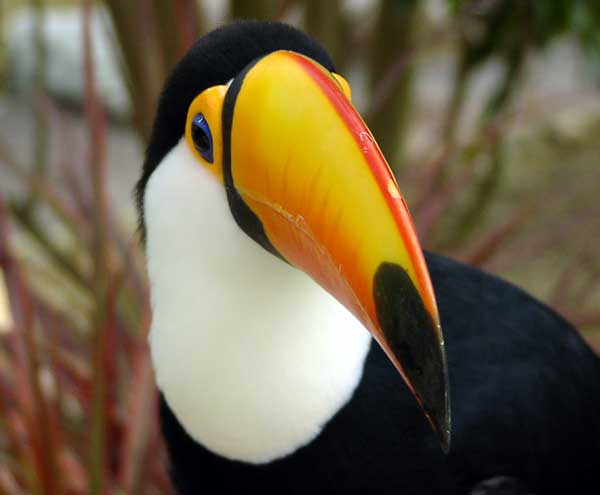
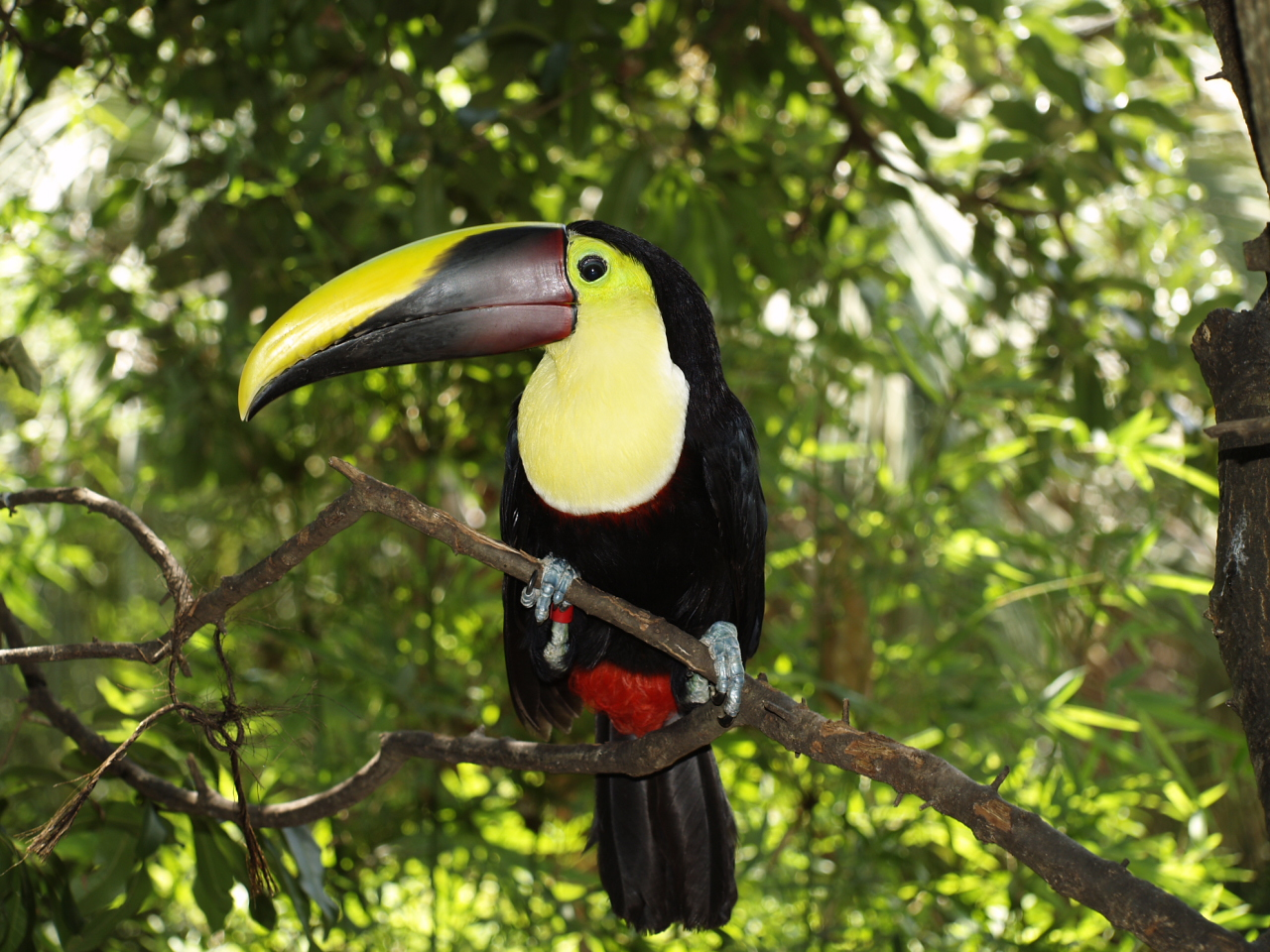

## Văn hóa
- Eva (Phim Rio) (Keel-billed toucan)
- Fernando (Video game Hugo)
- Hal (Phim The Angry Birds Movie và loạt video game Angry Birds) (Emerald toucanet)
- Rafael (Phim Rio và Rio 2) (Toco toucan)